# Heer (Einheit)
Heer war ein englisches Längenmaß für Garne, insbesondere für Leinen- und Hanfgarne.
- 1 Heer = 600 Yards = 1800 Feet = 21600 Inches = 548,64 Meter
- 1 Hank = 6 Heers
- 1 Spindle = 2 Hesps = 24 Hanks = 144 Heers